# Maquelons
Maquelons (machelones, Μαχελῶνες), també makelons o makhelons, foren una tribu pòntica de la Còlquida que vivia al sud del Fasis (Phasis). En temps de Trajà els maquelons eren governats per un príncep anomenat Anquialos (Anchialus) que es va sotmetre a l'emperador romà al mateix temps que els heniocs abans del 115.